# جورج كو (سياسي)
جورج كو (بالإنجليزية: George Coe) هو محامي وسياسي أمريكي، ولد في 16 أغسطس 1811 في الولايات المتحدة، وتوفي في 21 أكتوبر 1869 في نفس البلد. حزبياً، نشط في الحزب الجمهوري. وقد انتخب عضو مجلس ولاية ميشيغان وانتخب عضو مجلس نواب ميشيغان ‏.